# サンユアンサウルス
サンユアンサウルスまたはサンフアンサウルス (ラテン語: Sanjuansaurus ) は、後期三畳紀カーニアン期、現在の南米に生息していたヘレラサウルス科の恐竜の一種。

## 概要
サンユアンサウルスは、北アルゼンチンはサンフアン地方のイスキグアラスト累層より発見され、2010年10月にオスカル・アルコベルとリカルド・マルティネスによって記載された。模式種は、サンフアン博物館のラウル・ゴルディージョ（ゴルディーリョ）にちなんでサンユアンサウルス・コルディルロイ（ S. gordilloi ）とされた。その生息年代は後期三畳紀カーニアン期（約 2 億 3140 万年前）と考えられている。
模式標本 (PVSJ 605) には、多くの連続した椎骨、右上顎骨の一部、肩甲烏口骨、上腕骨、尺骨、腸骨、大腿骨、脛骨などが含まれ、状態は良い。この標本によると大腿骨の長さは 395 mm で、大きさはほぼ中程度のヘレラサウルスと同程度の全長 3 m ほどの個体であろうと見られている。他のヘレラサウルス科の動物とは、椎骨の両側に後方に向かう突起がある、恥骨が短い（大腿骨長の 63 % 程度）、大腿骨の第四転子付近に顕著な皺がある、ことなどにより区別される。

## 分類上の位置
サンユアンサウルスは、クロモギサウルス、エオラプトル、ヘレラサウルス、パンファギアといった初期の恐竜と同時代に生息していた。アルコベルとマルティネスは、分岐学的分析からサンフアンサウルスはヘレラサウルス科の恐竜であろうと推定している。

## 名称について

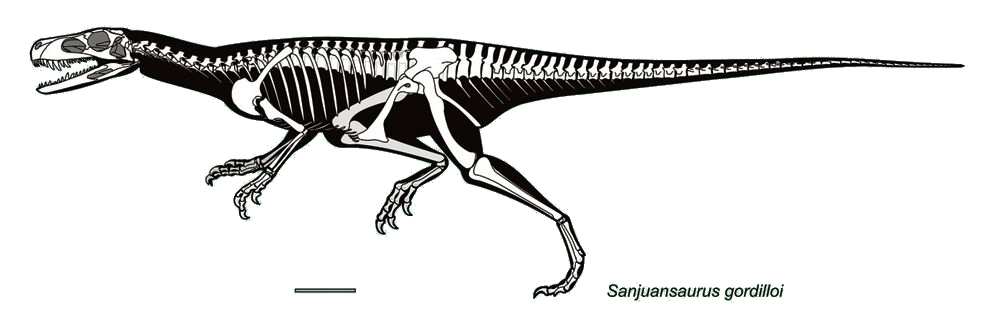
骨格復元図

属名はもちろんサンフアン州で発掘されたことに由来するものだが、サンフアンの綴りは San-Juan であり、これをラテン語読みすれば「サンユアン」となる。学名は基本的にはラテン語かラテン語化された言葉により付けられるため、よってここでは「サンフアンサウルス」や「サンホアンサウルス」ではなく、「サンユアンサウルス」とした。英語風に読めば「サンジュアンサウルス」。ただし、これはどの読み方が合っているか間違っているかといったものではない。